# Hormuzd Rassam
Hormuzd Rassam (en árabe: هرمز رسام‎; en siríaco: ܗܪܡܙܕ ܪܣܐܡ; 1826 - 16 de septiembre de 1910), fue un asiriólogo iraquí naturalizado británico. Realizó una serie de importantes descubrimientos arqueológicos entre 1877 y 1882, incluidas las tablillas de arcilla que contenían el Poema de Gilgamesh, el documento con un relato literario más antiguo del mundo. Es conocido como el primer arqueólogo asiriólogo en el Oriente Medio del Imperio Otomano. Se trasladó al Reino Unido, instalándose en Brighton. Representó al gobierno como diplomático y mediador para intentar liberar infructuosamente a los ciudadanos británicos retenidos en Etiopía entre 1866 y 1868.

## Semblanza

### Primeros años
Hormuzd Rassam, de ascendencia étnica asiria, nació en 1826 en la ciudad de Mosul, localizada en la Mesopotamia superior (el moderno Irak del norte), que por entonces era parte del Imperio otomano. Su padre, Anton Rassam, era archidiácono de la iglesia católica caldea, y su madre Theresa era hija de Isaak Halabee de Alepo, también entonces dentro del Imperio Otomano. El hermano de Hormuzd fue vicecónsul británico en Mosul, lo que le permitió conocer al arqueólogo inglés Austen Henry Layard.

### Comienzo de su carrera arqueológica
Layard contrató a Rassam (entonces de 20 años de edad) como pagador en Nimrud, un sitio de excavación asirio cercano. El arqueólogo británico, que estaba en Mosul en su primera expedición (1845-1847), quedó impresionado por el trabajador Rassam y lo tomó bajo su protección, de forma que ambos seguirían siendo amigos de por vida. Layard le proporcionó la oportunidad de viajar a Inglaterra para estudiar durante 18 meses en el Magdalen College (Oxford), antes de acompañarle en su segunda expedición a Irak (1849-1851).
Layard dejó la arqueología para comenzar una carrera política, mientras que Rassam continuó con el trabajo de campo (1852-1854) en Nimrud y Nínive, donde realizó por su cuenta una serie de descubrimientos importantes, como las tablillas de arcilla que luego serían descifradas por George Smith como el "Poema de Gilgamesh", la narración escrita más antigua del mundo. La descripción en las tablillas de un diluvio universal, escrita 1000 años antes del registro más antiguo de la historia bíblica de Noé, provocó mucho debate en ese momento sobre la narrativa bíblica de la historia antigua.

### Carrera diplomática
Rassam regresó a Inglaterra. Con la ayuda de Layard, comenzó una nueva carrera en el gobierno con un puesto en el Consulado Británico en Adén, ascendiendo rápidamente al puesto de Primer Residente Político y facilitando una serie de acuerdos entre los británicos y los líderes comunitarios locales, anteriormente hostiles. En 1866 se produjo una crisis internacional en Etiopía cuando unos misioneros británicos fueron tomados como rehenes por el emperador Teodoro II de Etiopía. Inglaterra decidió enviar a Rassam como embajador con un mensaje de la reina Victoria con la esperanza de resolver la situación de manera pacífica. Después de demorarse aproximadamente un año en Massawa, Rassam finalmente recibió permiso del Emperador para entrar en su reino. Debido a las rebeliones en la provincia de Tigray, Rassam se vio obligado a seguir una larga ruta que lo llevó a Kasala y luego a Metemma (en la costa occidental de lago Tana), antes de reunirse finalmente con el emperador Teodoro en el norte de Gojjam. Al principio, su mediación pareció prometedora, ya que el Emperador le permitió establecerse en Qorata, una aldea en la costa sureste del lago Tana, y le hizo llegar numerosos obsequios. El emperador envió al cónsul británico Charles Duncan Cameron, al misionero Henry Aaron Stern y a los demás rehenes a su campamento.

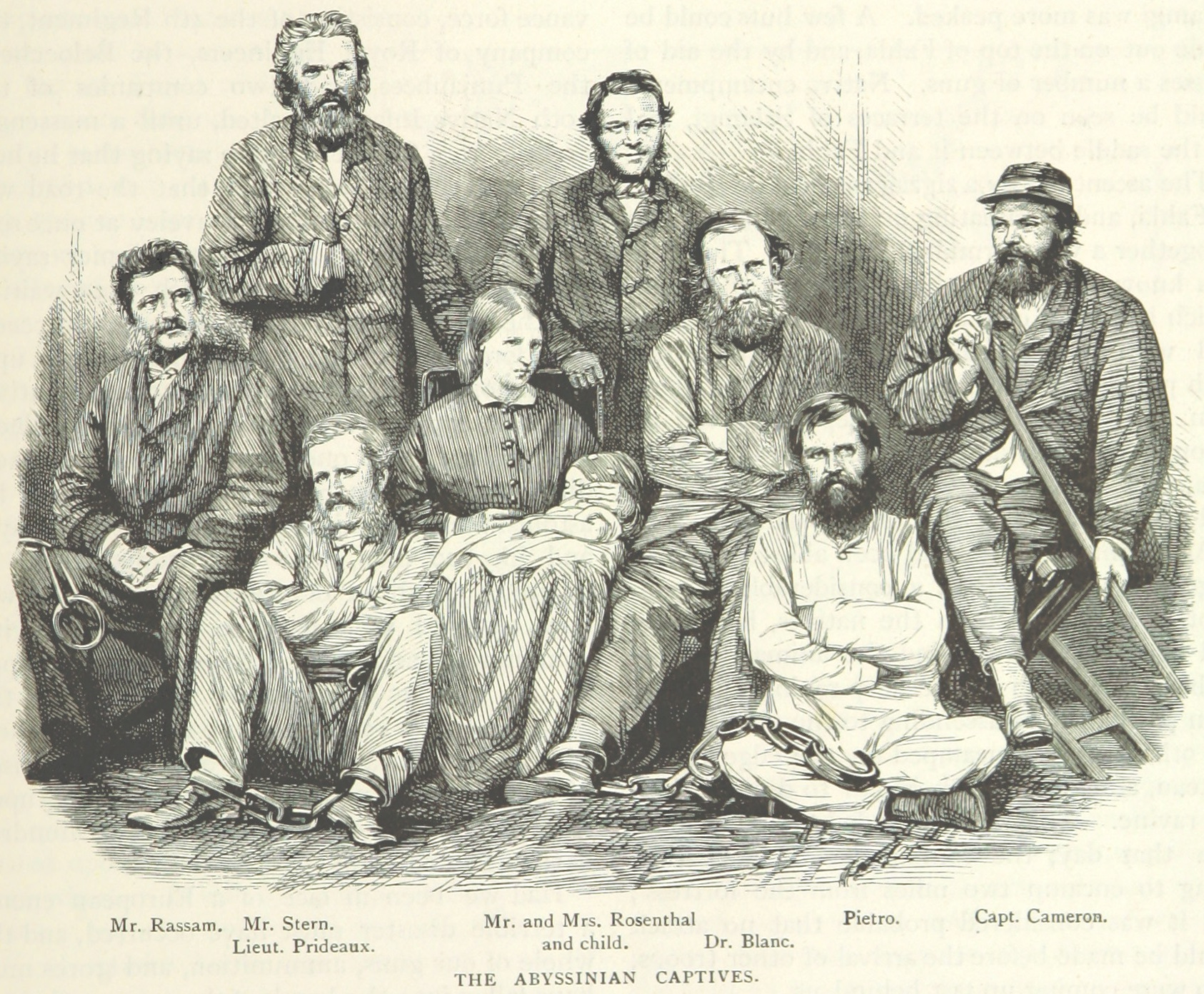
Rassam (primero por la izquierda), con los rehenes británicos de Teodoro II de Etiopía

Sin embargo, en aquel momento llegó a Massawa el viajero y geógrafo inglés Charles Tilstone Beke, quien entregó las cartas de las familias de los rehenes solicitando su liberación a Teodoro, lo que provocó las sospechas del emperador. En sus memorias, Rassam fue más concluyente acerca del efecto de esta circunstancia: "Fecho el cambio en la conducta del Rey hacia mí, y las desgracias que finalmente les sucedieron a los miembros de la Misión y a los antiguos cautivos, desde este día". El monarca cambió repentinamente de opinión y también hizo prisionero a Rassam. Los rehenes británicos estuvieron retenidos durante dos años, hasta que las tropas inglesas e indias bajo el mando de Robert Napier resolvieron el conflicto en 1866, cuando derrotaron al señor de la guerra y a su ejército durante la Expedición británica a Abisinia. La reputación de Rassam se vio dañada en las crónicas de los periódicos, siendo injustamente retratado como ineficaz en el trato con el emperador. Estas críticas reflejaban los prejuicios victorianos de la época contra los "orientales". Sin embargo, Rassam tenía partidarios tanto en la prensa como especialmente en el gobierno, entre los ministros liberales y conservadores. En 1869, la "London Quarterly Review" recibió las memorias de Rassam sobre la crisis abisinia de manera positiva, reconoció su cualificación para llevar a cabo la misión y defendió sus acciones en circunstancias difíciles:

Esto eliminará las dudas que aún puedan existir sobre el origen de su misión, la sabiduría de la selección de su jefe y la manera en que se realizó una tarea de extraordinaria dificultad, delicadeza y peligro ... [está] demostrado por el Sr. Rassam que dos gobiernos sucesivos deberían haber expresado su total aprobación de la conducta de Lord Stanley, que está por encima de un funcionario público que ha sido injustamente atacado y condenado; y en una carta al Sr. Rassam, presentada ante el Parlamento, expresó el alto sentido que tenía el Gobierno de Su Majestad de su conducta durante el difícil y arduo período de su empleo en el Ministerio de Relaciones Exteriores, y declaró que había actuado en todo momento en el mejor de los supuestos y que su prudencia, discreción y buena gestión parecen haber tendido mucho a preservar la paz [y la seguridad de los] prisioneros en el más grave riesgo ... Este amplio reconocimiento de sus servicios, proveniente de un sector tan alto e imparcial, debería ofrecer una amplia compensación a Rassam por la injusticia y crueldad - casi podríamos decir maldad - de los alegatos contra su carácter personal y su conducta pública, tanto en el Parlamento como en la prensa, cuando se encontraba en cautiverio y no podía responder ni defenderse.

La reina Victoria le regaló una bolsa con 5.000 libras esterlinas por los servicios prestados como su enviado en la crisis.
Rassam reanudó su trabajo arqueológico, pero realizó otras tareas para el gobierno británico en años posteriores. Durante la guerra ruso-turca de 1877-1878, emprendió una misión de investigación para informar sobre la situación de las comunidades cristianas, armenias y griegas de Anatolia y Armenia.

### Posterior carrera arqueológica

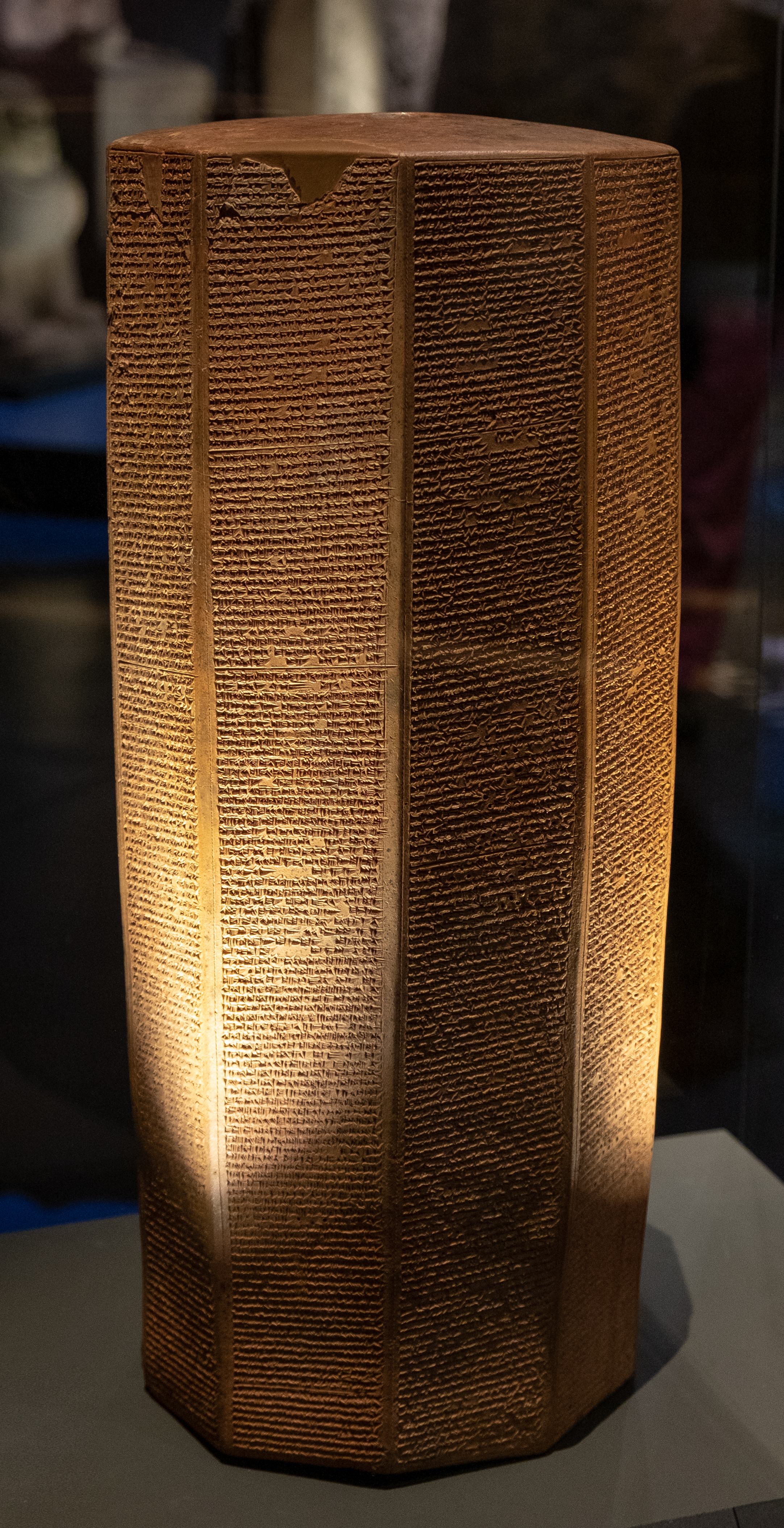
El cilindro Rassam de Asurbanipal toma su nombre de su descubridor, Hormuzd Rassam. Es un prisma de 10 lados con la más completa de las crónicas de Ashurbanipal, datada en Nínive en el año 643 a. C. (Museo Británico)

De 1877 a 1882, mientras realizaba cuatro expediciones en nombre del Museo Británico, hizo algunos descubrimientos relevantes. Numerosos hallazgos de importancia fueron transportados al Museo, gracias a un acuerdo hecho con el sultán otomano por el antiguo colega de Rassam, Austen Henry Layard, ahora embajador en Constantinopla, lo que le permitió a Rassam regresar y continuar sus excavaciones anteriores y "embalar y enviar a Inglaterra todas las antigüedades que encontrara ... siempre que, sin embargo, no hubiera duplicados". Se ordenó a un representante del Sultán que estuviera presente en la excavación para examinar los objetos a medida que fueran descubiertos.
En Asiria, sus principales hallazgos fueron el templo de Asurnasirpal II en Nimrud, el cilindro de Asurbanipal en Nínive y dos de las tiras de bronce únicas e históricamente importantes de las Puertas de Balawat. Identificó los famosos Jardines Colgantes de Babilonia con el montículo conocido como "Babil" y excavó un palacio de Nabucodonosor II en Borsippa.
En marzo de 1879, Rassam encontró en el emplazamiento de Esagila (Babilonia), el Cilindro de Ciro, la famosa declaración de Ciro II el Grande proclamada en el año 539 a. C. para conmemorar la conquista del imperio aqueménida por parte del Imperio babilónico.
En Abu Habba en 1881, descubrió el templo del sol en Sippar, donde halló el Cilindro de Nabonido y la tabla de piedra de Nabu-apla-iddina de Babilonia con sus bajorrelieves e inscripciones rituales. También descubrió unas 50.000 tablillas de arcilla que contenían los relatos del templo.
Después de 1882, Rassam vivió principalmente en Brighton, Inglaterra. Escribió sobre la exploración de Acadia, los antiguos pueblos cristianos de Oriente Próximo y sobre las controversias religiosas de la época en Inglaterra.

### Reputación arqueológica
Los descubrimientos de Rassam atrajeron la atención mundial. La Real Academia Italiana de Ciencias de Turín le otorgó el premio Brazza de 12.000 francos durante cuatro años desde 1879 hasta 1882. Fue elegido miembro de la Royal Geographical Society, de la Sociedad de Arqueología Bíblica y del Instituto Victoria.
El lingüista Sir Henry Rawlinson, el "padre de la asiriología" por su papel clave en el desciframiento de la escritura cuneiforme, era uno de los fideicomisarios del Museo Británico en el momento de las excavaciones posteriores de Rassam. Había sido cónsul británico en Bagdad en el momento de las excavaciones originales de Rassam en Nínive, y estaba a cargo de las excavaciones británicas en 1853. Rawlinson alegó que él mismo debería recibir el crédito por el descubrimiento del palacio de Asurbanipal. Escribió que Rassam era solo un "excavador" que había supervisado el trabajo. En defensa de Rassam, Layard escribió que era "uno de los tipos más honestos y directos que he conocido, y uno cuyos servicios nunca han sido reconocidos".
Rassam pensaba que el mérito de algunos de sus otros descubrimientos se lo había llevado el personal de alto nivel del Museo Británico. En 1893 demandó al conservador del Museo Británico Ernest Wallis Budge ante los tribunales británicos por difamación y libelo. Budge había escrito que Rassam había utilizado a "sus parientes" para sacar de contrabando antigüedades de Nínive y solo había enviado "basura" al Museo Británico. El anciano Rassam estaba muy molesto por estas acusaciones. Cuando desafió a Budge ante el tribunal, recibió una disculpa parcial que un tribunal posterior consideró "poco caballerosa". Rassam contó con el pleno apoyo de los tribunales. La evidencia arqueológica posterior encontrada en relación con los bronces de las Puertas de Balawat en Dur Sharrukin respaldó el relato de Rassam. Al final de su vida, la reputación y los logros de Rassam volvieron a recibir un mayor reconocimiento, al menos entre sus colegas profesionales. En su obituario, la Royal Geographical Society escribió: "La muerte del Sr. Hormuzd Rassam ... priva a la Royal Geographical Society de uno de sus miembros más antiguos y distinguidos ..."
Sin embargo, un relato moderno de la arqueología de la época señala que la decisión de Layard de dejar a Rassam al cargo de sus excavaciones cuando se fue en 1851 "no fue quizás la elección más sabia, ya que Rassam continuó, incluso en la década de 1880, con un extenso y esencialmente no registrado saqueo simultáneo de una gran variedad de yacimientos no solo en Asiria sino también en Babilonia, en momentos en que otros excavadores comenzaban a actuar de manera más responsable".

### Obras publicadas
- "The British Mission to Theodore, King of Abyssinia" (La misión británica ante Teodoro, rey de Abisinia) (1869), memorias
- "Biblical Nationalities, Past and Present" (Nacionalidades bíblicas, pasado y presente), artículo en las Transactions of the Society of Biblical Archaeology, Vol.3, 8, pp. 358–385
- "The Garden of Eden and Biblical Sages" (El jardín del Edén y los sabios bíblicos) (1895)
- "Asshur and the Land of Nimrod" (Asur y la tierra de Nimrod) (1897)

## Vida personal
Rassam se casó con la inglesa Anne Eliza Price. La pareja tuvo siete hijos. Su hija mayor, Theresa Rassam, nacida en 1871, se convirtió en cantante profesional y actuó con la D'Oyly Carte Opera Company. Murió el 8 de septiembre de 1910 y fue enterrado en  Hove Cemetery. Una serie de efectos personales relacionados con su carrera, incluidas las cadenas que había usado en su cautiverio en Etiopía, fueron donados al Museo Hove y estuvieron en exhibición allí hasta la década de 1950, según los recuerdos de su bisnieto, Cornelius Cavendish. En aquel momento, se solicitaron otros artículos en posesión del Museo relacionados con Rassam para las colecciones del Museo Británico.
También tuvo una hija, Annie Ferida Rassam, nacida en 1878. Annie Ferida dio a luz en secreto a los siete meses de embarazo, el 10 de septiembre de 1914, a una niña llamada Jeanne Ferida Rassam en la Clínica Vercingétorix, 219 rue Vercingétorix, en el distrito 14 de París. El presunto padre de Jeanne Ferida Rassam era Sir John Arnold Wallinger, delegado de los servicios secretos. Jeanne Ferida Rassam fue adoptada por una pareja francesa, Monsieur y Madame André Courthial. Annie Ferida Rassam regresó a Brighton unos meses después.